# 5287 Heishu
Az 5287 Heishu (ideiglenes jelöléssel 1989 WE) a Naprendszer kisbolygóövében található aszteroida. Mizuno Y., Furuta T. fedezte fel 1989. november 20-án.